# 936
Évszázadok: 9. század – 10. század – 11. század
Évtizedek: 880-as évek – 890-es évek – 900-as évek – 910-es évek – 920-as évek – 930-as évek – 940-es évek – 950-es évek – 960-as évek – 970-es évek – 980-as évek
Évek: 931 – 932 – 933 – 934 –  935 – 936 – 937 – 938 – 939 – 940 – 941

## Események

### Európa
- Januárban megválasztják az előző év decemberében elhunyt XI. János pápa utódját, VII. Leót; ő volt II. Alberic spoletói herceg, Róma akkori urának jelöltje.
- Szintén januárban meghal Rudolf nyugati frank király. Mivel fia nincs, az egymással torzsalkodó főurak közül a leghatalmasabb, Nagy Hugó herceg visszahívja a trónra a Karoling-házba tartozó, Angliába menekült IV. (Tengerentúli) Lajost. A 15 éves Lajos Együgyű Károly fia, aki apja trónfosztásakor menekült anyai nagyapja, Eduárd angol király udvarába.
- Júliusban agyvérzést követően meghal az 59 éves Madarász Henrik német király. Utóda 23 éves fia, I. Ottó, aki szász létére a frank Nagy Károly egykori fővárosában, Aachenben koronáztatja meg magát.
- I. Boleslav cseh fejedelem megtagadja a további adó fizetését a németeknek és legyőzi az ellene küldött szász és türingiai csapatokat.
- Hugó itáliai király ellene való összeesküvés vádjával leváltja öccsét, Boso toszkánai őrgrófot és saját törvénytelen fiát, Hubertet nevezi ki a helyére. Hugó ugyanebben az évben ismét megpróbálja elfoglalni Rómát, de megint kudarcot vall. Kiegyezik mostohafiával, II. Alberic herceggel és hozzáadja feleségül a lányát, Aldát.
- A pogány svédek Birka városában megölik a téríteni próbáló Unni hamburg-brémai érseket.

### Abbászida Kalifátus
- Ibn Mukla vezír megtámadja Vászit lázadó kormányzóját, Muhammad ibn Raikot, de vereséget szenved és korábbi vereségei miatt kegyvesztetté válik. Ibn Raik bevonul Bagdadba, ahol átveszi a kalifátus irányítását és al-Rádi kalifával kinevezteti magát az "emírek emírjévé".
- Al-Káim fátimida kalifa az egyiptomi harcokat kihasználva ismét megpróbálja elfoglalni a tartományt és megszállja Alexandriát. Az új kormányzó, Muhammad ibn Tugdzs azonban legyőzi a Fátimidákat és visszaszorítja őket a kirenaikai Barkába.

### Távol-Kelet
- Thedzso korjói király meghódítja Kései Pekcse államát és egyesíti az egész Koreai-félszigetet.
- Kínában Li Cung-ko, a Kései Tang császárának hadvezére, Si Csing-tang fellázad, elűzi a császárt és megalapítja a Kései Csin-dinasztiát

## Születések
- Adud ad-Daula, bújida emír
- Al-Zahráví, arab orvos

## Halálozások
- július 2. – Madarász Henrik, német király
- szeptember 17. – Unni, hamburg-brémai érsek
- Abu al-Haszan al-Asarí, arab teológus
- Kjon Hvon, Kései Pekcse királya
- Rudolf, nyugati frank király

## Fordítás
- Ez a szócikk részben vagy egészben  a(z)   936 című angol Wikipédia-szócikk ezen változatának fordításán alapul.  Az eredeti cikk szerkesztőit annak laptörténete sorolja fel. Ez a jelzés csupán a megfogalmazás eredetét és a szerzői jogokat jelzi, nem szolgál a cikkben szereplő információk forrásmegjelöléseként.